# プブリウス・コルネリウス・レントゥルス・スラ
プブリウス・コルネリウス・レントゥルス・スラ（ラテン語: Publius Cornelius Lentulus Sura、 - 紀元前63年）は紀元前1世紀初期・中期の共和政ローマの政務官。紀元前71年に執政官（コンスル）を務めたが、紀元前63年カティリーナの陰謀に加担し、その年の執政官キケロに処刑された。

## 出自
レントゥルスはエトルリアに起源を持つパトリキ（貴族）であるコルネリウス氏族の出身であるが、コルネリウス氏族はローマでの最も強力で多くの枝族を持つ氏族でもあった。レントゥルスのコグノーメン（第三名、家族名）が最初に確認できる人物は、紀元前327年の執政官ルキウス・コルネリウス・レントゥルスである。
レントゥルス・スラは紀元前162年の補充執政官プブリウス・コルネリウス・レントゥルスの孫と思われる。歴史学者F. ミュンツァーは、父はアッピアノスが同盟市戦争中に執政官ルキウス・ユリウス・カエサルのレガトゥス（副司令官）を務めたと書いている、プブリウス・コルネリウス・レントゥルスと推定している（但し、アッピアノスはクィントゥス・ルタティウス・カトゥルスと人違いしたのではないかとの説もある）。

## 経歴
レントゥルス・スラは、紀元前81年にクァエストル（財務官）として政治歴を開始したとされる。この頃はスッラが終身ディクタトル（独裁官）を務めており、執政官も実質的にはスッラが任命していた。レントゥルスが「スラ（Sūra）」というアグノーメン（愛称）を得たのはこのときである。プルタルコスによれば、レントゥルスは多額の公金を失い、浪費していた。 これに怒ったスッラは元老院で彼に会計記録の提出を要求したが、レントゥルスは非常に軽率で軽蔑的な態度で会計記録は提出するつもりはない言った。代わりに、子供たちがボール遊びをしていてミスをした時によくするように、足を差し出した。このときから、ラテン語で「ふくらはぎ」を意味するスラが彼のアグノーメンとなった。
レントゥルス・スラは二度裁判にかけられたことが知られており、何れの場合も無罪を得ている。日付などは不明だが、一つの裁判のエピソードが知られている。レントゥルス・スラは陪審員の何人かに賄賂を贈っていたが、わずか2票差で無罪になった。このとき彼は、「1票差でも十分なので、1人分余計に金を使ってしまった」と言った。
既にスッラの時代（紀元前78年以前）にレントゥルス・スラは弁論家としての名声を得ていた。紀元前75年または紀元前74年にはプラエトル（法務官）にとして不法利得返還審問所を担当した。
紀元前71年、レントゥルス・スラは執政官に就任する。同僚執政官は無名のプレブス（平民）であるアウフィディウス氏族出身の、グナエウス・アウフィディウス・オレステスであった。翌紀元前70年、ケンソル（監察官）グナエウス・コルネリウス・レントゥルス・クロディアヌスとルキウス・ゲッリウス・プブリコラは元老院議員の監査を行い、全体の1/8にあたる64人を除名した。この中にレントゥルス・スラも含まれていた。除名の公式理由は、彼の不道徳な行動であった。
その後、元老院議席を再度得るために、紀元前64年末に次期法務官選挙に立候補し当選、紀元前63年に二度目の法務官に就任した。遅くともその秋には、レントゥルス・スラはルキウス・セルギウス・カティリナのクーデター計画に加担していた。他にも何人かのノビレス（新貴族）が計画に参加していたが、サッルスティウスによると、レントゥルス・スラは独占的な権力を主張していた。彼は、シビュラの書にはコルネリウス氏族の3人が王に近い権限を持つことができると予言されており、既にルキウス・コルネリウス・キンナ（紀元前87年-84年に4年連続執政官）とルキウス・コルネリウス・スッラ（紀元前82年-79年に終身独裁官）がそれを得たのであるから、次は自分だと主張した。
反逆者たちは10月末に反乱を起こす予定であった。ガイウス・マンリウスが元スッラ隷下の退役軍人を率いてエトルリアで蜂起する、カティリナやレントゥルス・スラは、ローマで敵対者を殺害することとなっていた。しかし、執政官であったキケロがこの反乱計画を察知したため、計画実施は延期された。11月6日の夜に、マルクス・ポルキウス・ラエカの家で秘密会合を持ち、翌日にキケロを殺害し、街に火を放って暴動を誘発させることを決定した。しかし、この試みは阻止された。11月7日、元老院の会議でキケロはカティリナが反乱を起こす準備をしていると公然と非難し、カティリナはローマを離れエトルリアのガイウス・マンリウスのところに向かうことを余儀なくされた。他のメンバーはローマに残っていたが、執政官経験者であるレントゥルス・スラが指導者となった。しかし、レントゥルス・スラは優柔不断でガイウス・コルネリウス・ケテグスの方が指導者にふさわしかった。
計画全体の変更はなされなかった。即ち、キケロを殺害し、街に火を放ち、マンリウスの軍に門を開くこととなっていた。ケテグスは即時実行を主張したが、レントゥルス・スラは12月17日まで待つことを主張した（おそらく、エトルリアでの兵の準備が遅れていたからであろう）。12月の初め、レントゥルス・スラはガリア人のアロブロゲス族を計画に巻き込もうとしたが、これが致命的な失敗となった。アロブロゲス族への手紙はキケロの手に落ち、レントゥルス・スラ、ケテグスなどの有罪の百パーセントの証拠となった。12月3日、共謀者たちは元老院の会議に召喚された（現役の法務官であるレントゥルス・スラは、より高い地位にあるキケロが個人的に連れてきた）。元老院議員たちは、手紙の印鑑が本物であることを確認し、レントゥルスたちを拘束し、彼らの家を捜索することにした。結果、隠してあった武器が発見された。
レントゥルス・スラの解放奴隷やクリエンテスは、実力で奪い返すことを計画したが、実行には移されなかった。12月5日、共謀者の運命を決める会議が開催された。最初に議場に立ったのは、次期執政官に選出されていたデキムス・ユニウス・シラヌスであり、死刑を提案した。他の発言者もシラヌスを支持したが、次期法務官であるカエサルは、共謀者達をイタリアの各都市で終身刑にすることを提案した。カエサルの影響を受け、シラヌスを含む他の演説者たちも意見を変えた。しかし最後にマルクス・ポルキウス・カト・ウティケンシス（小カト）が決定的な行動を呼びかけ、死刑を要求した。これが決め手となった。
共謀者はその日の内にマメルティヌスの牢獄に連行され、絞首刑が実行された。キケロは集まった群衆に向かって「貴兄らは生きなければならない」と延べ、喝采をあびた。

## 家族
レントゥルス・スラは、ルキウス・ユリウス・カエサル（紀元前90年執政官）の娘、すなわちマルクス・フルウィウス・フラックス（紀元前125年執政官）の外孫でもある、ユリアと結婚した。ユリアはマルクス・アントニウス・クレティクスと結婚したが、夫の死で未亡人となっていた。クレティクスとの間に第二回三頭政治を行うマルクス・アントニウスを含む3人の男子を産んだが、レントゥルス・スラとの間には子供はいなかった。古代の著者は、養父を死刑にされたアントニウスは、キケロを憎んでいたという。

## 評価
サッルスティウスによると、ローマでの共謀者の処刑を知ったカティリナは、兵士達に向かって「彼の不注意と臆病さが我々とレントゥルス自身にどれほどの大惨事をもたらしたか、あなた方はもちろん知っているはずだ」と言ったとする。キケロはレントゥルス・スラの能力と「言論の才覚」について語るが、同時に彼の「恥知らずさ」と「不誠実さ」についても言及している。キケロは紀元前46年に書いた『ブルトゥス』の中で、「物を考えたり話すことは苦手だったが、外見の良さがそれを隠していた。体の動きは巧妙な魅力に溢れ、大きめのいい声をしていた。つまり、この人物には実演の魅力以外は何もなかった」と述べている。プルタルコスは、レントゥルス・スラを「生まれつき自暴自棄な」男であり、さらに「カティリナの扇動に煽られた」と書いている。

## 参考資料

### 古代の資料
- アッピアノス『ローマ史』
- ガイウス・サッルスティウス・クリスプス『カティリーナの陰謀』
- ガイウス・スエトニウス・トランクィッルス『皇帝伝』
- マルクス・トゥッリウス・キケロ『ブルトゥス』
- マルクス・トゥッリウス・キケロ『アッティクス宛書簡集』
- マルクス・トゥッリウス・キケロ『カティリナ弾劾』

### 研究書
- Bedian E. Zepion and Norban (Notes on the Decade of 100-90 BC) // Studia Historica. - 2010. - number the X . - S. 162-207 .
- Grimal P. Cicero. - M .: Molodaya gvardiya, 1991 .-- 544 p. - ISBN 5-235-01060-4 .
- Dymskaya D. Conspiracy of Catiline // Political intrigue and trial in the ancient world. - 2015. - S. 239-260 .
- Livshits G. Socio-political struggle in Rome in the 60s of the 1st century BC e. and the conspiracy of Catiline. - Minsk: BSU Publishing House, 1960 .-- 208 p.
- Mommsen T. History of Rome. - SPb. : Nauka, 2005 .-- T. 3.
- Broughton R. Magistrates of the Roman Republic. - New York, 1952. - Vol. II. - P. 558.
- Münzer F. Cornelii Lentuli // Paulys Realencyclopädie der classischen Altertumswissenschaft . - 1900. - Bd. Vii. - Kol. 1355-1357.
- Münzer F. Cornelius 240 // Paulys Realencyclopädie der classischen Altertumswissenschaft . - 1900. - Bd. Vii. - Kol. 1399-1402.